# Giovanni Battista Amici
Giovanni Battista Amici (n. 23 martie 1786, Modena, Italia – d. 10 aprilie 1863, Florența, Regatul Italiei) a fost un profesor universitar, astronom, matematician, microscopist, optician și un biolog italian.

## Biografie
După studiile pe care le-a urmat la Universitatea din Bologna, Giovanni Battista Amici a devenit profesor de matematici la Modena. În 1831, a devenit inspector general de studii al ducatului.
Câțiva ani mai târziu, a ales să conducă Observatorul din Arcetri, la periferia orașului Florența, până în 1859, când i-a succedat Giovanni Battista Donati. Paralel cu aceste activități, a susținut conferințe la Muzeul de Istorie naturală din oraș.
Numele său este asociat cu îmbunătățirile pe care le-a adus oglinzilor utilizate la telescoape. În 1825, a realizat combinații de lentile acromatice, pe care le-a folosit la perfecționarea microscopului. Tot în domeniul perfecționării microscopului, Giovanni Amici a inventat, în 1840, un obiectiv cu imersiune în ulei⁠(d), care creează posibilități de mărire optică⁠(d) de 6000 de ori. 
Este autorul unor diverse observații astronomice îndeosebi privitoare la stelele duble, sateliții lui Jupiter, măsurarea diametrului Soarelui, la poli și la ecuator etc.
A făcut numeroase observații de biologie asupra circulației sevei la vegetale, fructificarea lor, infuzoare / ciliofore etc.

## Recunoașteri
- Craterul Amici de pe Lună i-a fost dedicat.
- A fost membru al Academiei Regale Prusace de Științe, al Academiei Naționale de Științe din Italia, al Academiei de Științe din Torino.
- A fost onorat cu titlul de Cavaler al Ordinului Sfântul Iosif de către Marele Ducat Würzburg / Marele Ducat al Toscanei, precum și cu titlul de Cavaler al Ordinului Sfinților Maurițiu și Lazăr.